# DOMiD

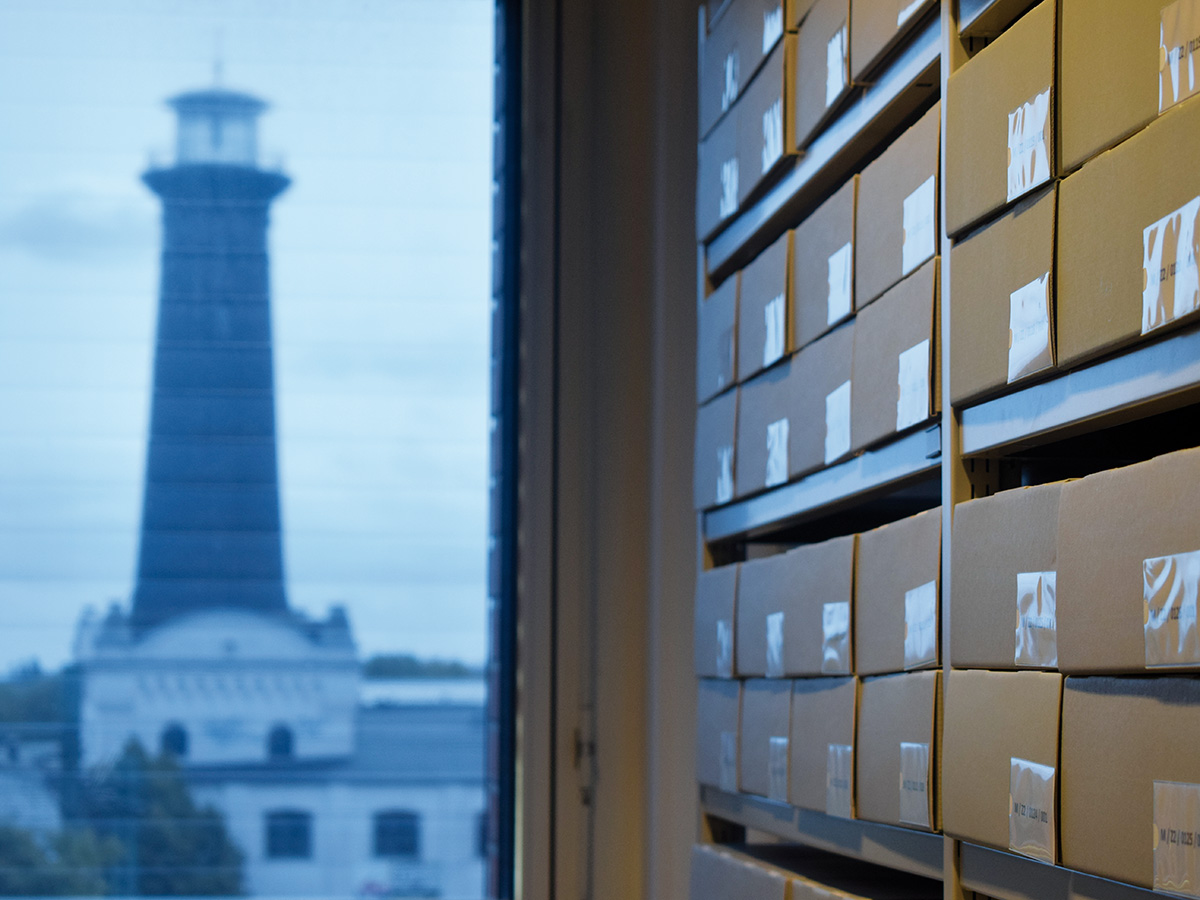
In der DOMiD Sammlung wird das kulturelle Erbe der Migrationsgesellschaft in Deutschland aufbewahrt. (2024)

DOMiD (Abkürzung für Dokumentationszentrum und Museum über die Migration in Deutschland) ist ein eingetragener Verein mit Sitz in Köln, der Materialien zur Migrationsgeschichte sammelt, bewahrt, erforscht und ausstellt. Neben seiner musealen und archivarischen Tätigkeit organisiert DOMiD Führungen, Veranstaltungen, Tagungen und Vorträge. Der Verein veröffentlicht Publikationen zum Themenkomplex Migration und bietet als außerschulischer Lernort Bildungsangebote und Workshops an.
Ziel ist es, Migration als Normalfall zu vermitteln und die Migrationsgesellschaft in ihrer Gänze abzubilden. Daher plant und baut DOMiD ein Migrationsmuseum, das 2029 unter dem Namen Selma in Köln eröffnen soll.

## Sammlungsprofil
Die bundesweit einzigartige Sammlung an sozial-, alltags- und kulturgeschichtlichen Zeugnissen zur Geschichte der Migration in Deutschland setzt 1945 an und reicht bis in die Gegenwart. Sie befasst sich mit Migration nach West- sowie Ostdeutschland, einschließlich der DDR. Ihr Schwerpunkt liegt auf Migration aus dem Ausland, aber sie beinhaltet sämtliche Formen der Migration, so auch Binnenmigration. Der Bestand umfasst (Stand 2025) über 150.000 Bücher, Graue Literatur, Zeitungen, Zeitschriften, Originaldokumente, Fotografien, Filme, Tondokumente, Flugblätter, Plakate sowie dreidimensionale Objekte.
DOMiD wird durch einen wissenschaftlichen Fachbeirat unterstützt, dem international anerkannte Wissenschaftler angehören.

## Vereinsgeschichte
Der Verein wurde 1990 von Migranten im Ruhrgebiet gegründet, damals noch unter dem Namen DOMiT Dokumentationszentrum und Museum über die Migration aus der Türkei e.V. Die Geschichte der Einwanderer erhielt weder in der historischen Wissenschaft noch in Museen oder Archiven besondere Aufmerksamkeit. Die ersten Leihgaben stammten aus ihrem Bekannten- und Verwandtenkreis, inhaltlich lag der Schwerpunkt noch auf der Zeit der sogenannten Gastarbeit aus der Türkei. Das Ziel war von Anfang an die Entstehung eines zentralen Migrationsmuseums.
Im Jahr 2007 fusionierte DOMiT mit dem Verein Migrationsmuseum in Deutschland e. V., der sich ebenfalls für die Errichtung eines solchen Museums einsetzte. Die Fusion führte Migranten und Migrantinnen unterschiedlicher Herkunft und Menschen ohne Migrationshintergrund zusammen. Vor diesem Hintergrund und wegen der erfolgten Erweiterung der Sammlung sowie dem Bekanntheitsgrad DOMiTs entschieden sich die Mitglieder zu einer Namensänderung: Aus DOMiT mit „T“ wurde DOMiD mit „D“ – Dokumentationszentrum und Museum über die Migration in Deutschland. In dem Buch „Das Gedächtnis der Migrationsgesellschaft. DOMiD – Ein Verein schreibt Geschichte(n)“ zeichnet der Autor Manuel Gogos die Geschichte des Vereins detailliert nach.
Seit 2010 sitzt DOMiD im Bezirksrathaus in Köln-Ehrenfeld. Die Sammlung steht zur Recherche nach Voranmeldung für Forschende offen. So kommen regelmäßig Studierende, Kunst- und Filmschaffende und Historiker zu DOMiD, die sich mit unterschiedlichen Formen der Migration beschäftigen wollen.

## Sammlung
Objekte

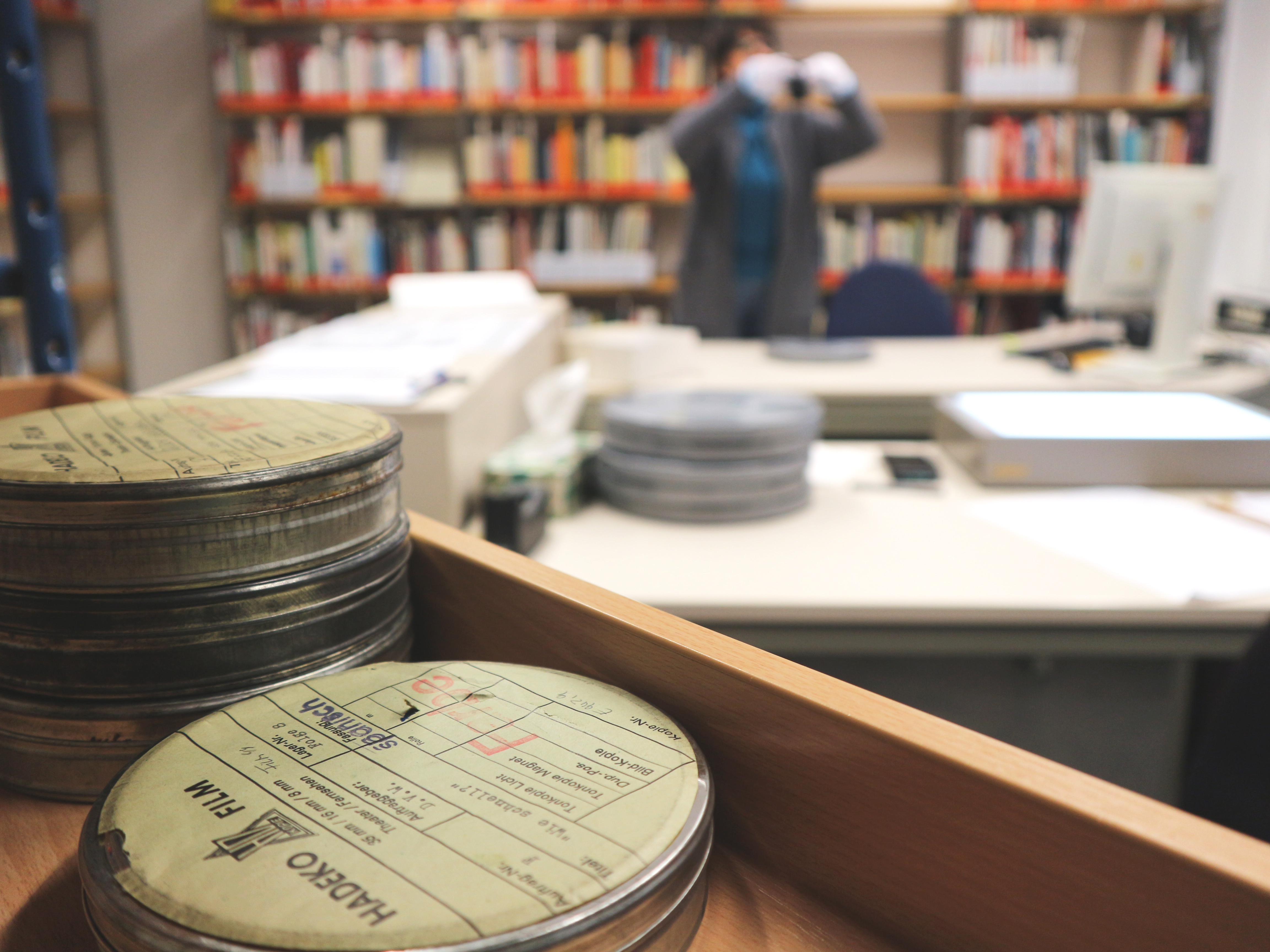
Seit 1990 sammelt DOMiD sozial-, kultur- und alltagsgeschichtliche Zeugnisse. Diese dokumentieren sämtliche Formen der Migration nach Deutschland. (2025)

Im Rahmen der Sammlungstätigkeit von DOMiD ist ein vielfältiger Fundus an Objekten zusammengekommen: Darunter sind Alltagsgegenstände, Werkzeug, Schutzausrüstung oder andere Gegenstände aus dem Arbeitskontext, Einrichtungsgegenstände zum Beispiel aus Wohnheimen, Kleidung, Spielzeug, Devotionalien, mitgebrachte Erinnerungsstücke – ein breites Spektrum an Objekten, die scheinbar alltäglich sind, aber große Bedeutung für die jeweilige Migrationsgeschichte haben. Dabei reicht die Bandbreite auch in der Größe der Objekte sehr weit: von Gummibändern, die ein Mann auf seiner Flucht nach Deutschland benutzt hat, bis zu einem Ford Transit, der wie kein anderes Auto für die Zeit der sogenannten Gastarbeit steht. Viele Arbeitsmigranten aus der Türkei fuhren nicht nur selbst Transit, sondern arbeiteten auch an dessen Produktion mit.
Dokumente und Fotos
Die Schriftgutsammlung umfasst in erster Linie Dokumente zu Anwerbung, Arbeit, Wohnsituation, kulturellen Aktivitäten, politischer Partizipation, gewerkschaftlichen Aktivitäten, Religionsausübung, Traditionspflege und Vereinsleben. Typische Materialien sind Briefe von Behörden, private Briefe, persönliche Dokumente, Ausweise, Arbeitsverträge der 1960er und 1970er Jahre, betriebsinterne Berichte, Tagebücher, Reiseberichte, Wohnheimordnungen und Flugblätter.
Das Bildarchiv umfasst Fotos von privaten Leihgebern beziehungsweise Stiftern und professionellen Fotografen. Die Privataufnahmen geben Einblicke in das persönliche Leben der Migrantinnen und Migranten. Sie bereichern das Bild von Migration um alltägliche Ansichten aus Bereichen wie Wohnen, Vereinswesen, Freizeit und Kultur, politische Partizipation und Protest. Fotografien und Werkserien zum Thema Migration von professionellen Fotografen ergänzen diese Sammlung. Zu nennen sind hier beispielsweise Eugen Jäger, Selahattin Kaya, Ernst Kirschner, Alfred Koch, Kemal Kurt, Claudia Constanze Lorenz, Jean Mohr, Jan-Erik Ouwerkerk, Guenay Ulutuncok und Hans-Joachim Weber.
Audiovisuelle Medien
Das Film-Spektrum umfasst Dokumentationen und Dokumentarfilme, künstlerische Produktionen, Spielfilme, Mitschnitte von Veranstaltungen, Nachrichtensendungen, Lehrfilme, Verkehrserziehungs- und Berufsbildungs- sowie Werbefilme.
Das Tonarchiv umfasst unter anderem Musik und Rundfunksendungen. Einen Sammlungsschwerpunkt stellen außerdem Interviews dar, die DOMiD-Mitarbeiterinnen seit Mitte der 1990er Jahre mit Akteuren der Migrationsgeschichte führen. Lebensgeschichten und Erfahrung von Menschen mit und ohne Migrationsgeschichte bieten ergänzende Perspektiven zu schriftlichen Quellen. Im Tonarchiv befinden sich Tonträger mit „mitgebrachten“ Liedern aus den Herkunftsregionen, aber auch Musik, die in Deutschland entstanden ist. Zahlreiche musikalische Stilrichtungen sind in der Sammlung repräsentiert. Dazu zählen Folklore, Hymnen, Gastarbeitermusik, Protestlieder, Schlager, Pop, Hip-Hop und vieles mehr.
Aktuell
DOMiDs Sammlung umfasst inzwischen einige bedeutende Nachlässe zeithistorisch relevanter Personen. So nahm der Verein 2017 den Nachlass des Journalisten und Mitgründers der Organisation Cap Anamur/Deutsche Not-Ärzte Rupert Neudeck in seine Sammlung auf. Weiterhin wurde der Nachlass von Theodor Wonja Michael, Schauspieler, Journalist und einer der letzten afrodeutschen Zeitzeugen des Nationalsozialismus, an DOMiD übergeben.
Ebenfalls bewahrt werden die „Möllner Briefe“, Hunderte von Beileidsbekundungen und Solidaritätsschreiben an die Betroffenen der rechtsextremistischen Brandanschläge 1992 in Mölln. Die dahinterstehende Geschichte wurde in dem preisgekrönten Dokumentarfilm „Die Möllner Briefe“ von Martina Priessner verfilmt. Die Dreharbeiten dazu fanden unter anderem in den Archivräumen von DOMiD statt. Der Film feierte auf der Berlinale 2025 seine Premiere und wurde ausgezeichnet mit dem Publikumspreis der Reihe Panorama und dem Amnesty International Film Award.

## Ausstellungen und Programme
- 1998: Fremde Heimat. Eine Geschichte der Einwanderung aus der Türkei: Bekannt wurde DOMiD einer größeren Öffentlichkeit durch die bundesweit erste große Ausstellung zum Thema Migration, gezeigt im Ruhrlandmuseum Essen (heute Ruhr Museum).
- 2002–2006: Projekt Migration wurde in Kooperation mit mehreren Partnern durchgeführt und gefördert von der Bundeskulturstiftung. Es mündete in eine große sozialgeschichtliche und künstlerische Ausstellung, die 2005/2006 an vier Standorten in Köln zu sehen war. Die Sammlung des Vereins wurde in diesem Zuge um Materialien zur Migration aus der Türkei, Italien, Griechenland, Spanien, Portugal, Marokko, Tunesien, Ex-Jugoslawien, Südkorea, Vietnam, Mosambik und Angola erweitert.
- 2011: Geteilte Heimat. 50 Jahre Migration aus der Türkei wurde parallel im Deutschen Historischen Museum in Berlin, im historischen Kölner Rathaus und im Landtag NRW in Düsseldorf gezeigt.
- 2013 und 2014: DOMiD macht Schule: Ziel des Programms war es, Schüler und Lehrkräfte für das Thema Migration zu sensibilisieren und ihnen interkulturelle Kompetenzen zu vermitteln.[20]
- 2017 und 2018: Refugee Stories Collection: Das Projekt dokumentiert die Erlebnisse von 71 Menschen, deren Flucht seit 2015 nach NRW geführt hatte.[21]
- 2018–2020: Meinwanderungsland: Das vom Bundesamt für Migration und Flüchtlinge geförderte Projekt hatte es sich zur Aufgabe gemacht, „die Wissensdefizite über Migration“ und „die damit verbundene Einseitigkeit der öffentlichen Erinnerungskultur in Deutschland“ sichtbar zu machen.[22][23]
- 2021: Vor Ort: Fotogeschichten zur Migration: Die Fotoausstellung entstand als Kooperation zwischen dem Kölner Museum Ludwig und DOMiD. Sie wurde im Museum Ludwig gezeigt und mit Bildmaterial aus dem DOMiD-Archiv erarbeitet.[24]

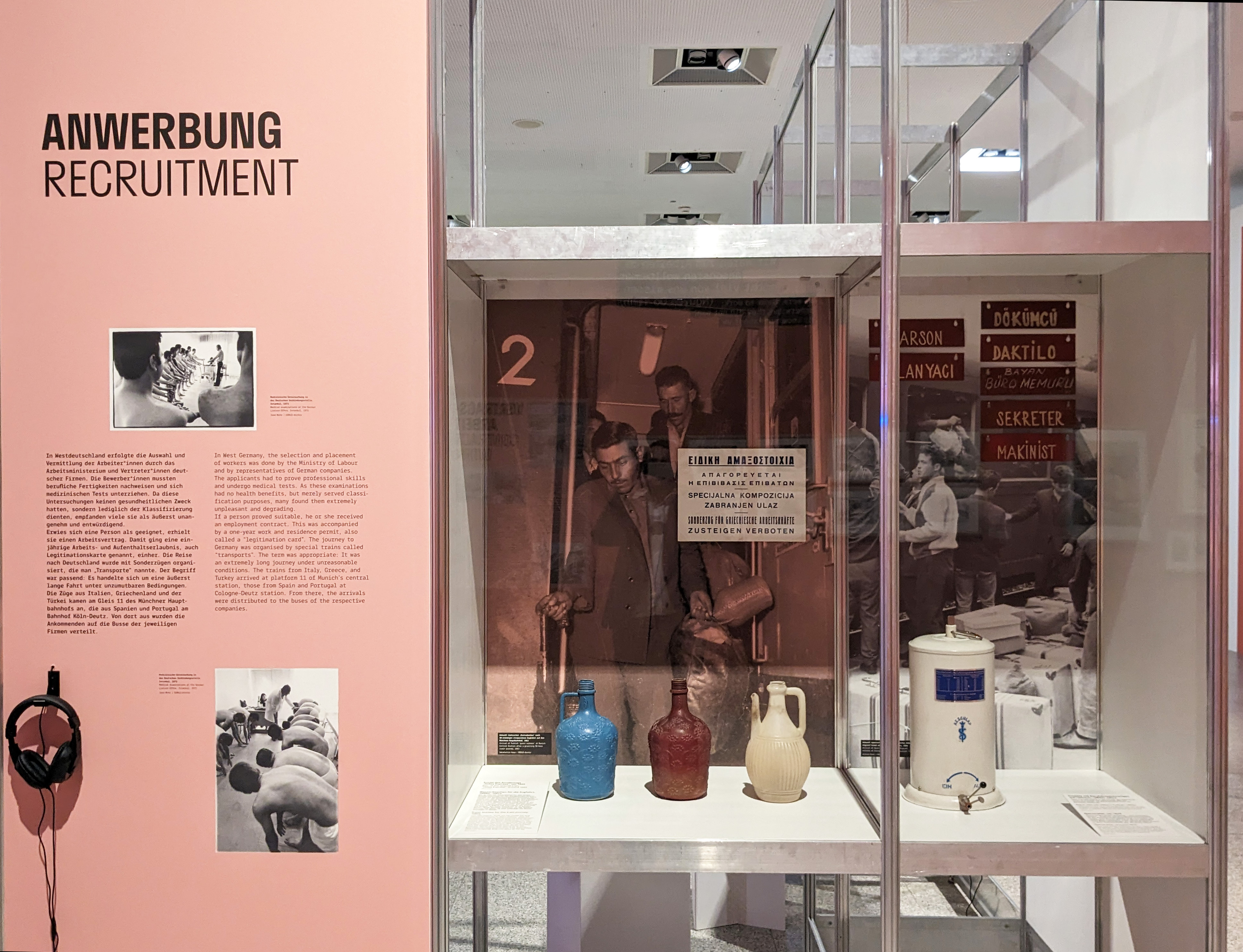
Ausstellung „Wer wir sind. Fragen an ein Einwanderungsland“ (2023). Die Objekte sind Teil der DOMiD Sammlung. DOMiD wirkte als Kooperationspartner an der Ausstellung in der Bundeskunsthalle Bonn mit.

- Mai–Oktober 2023: Wer wir sind. Fragen an ein Einwanderungsland: Die Ausstellung entstand aus einer Zusammenarbeit der Bundeskunsthalle und DOMiD. Sie stellte kritische Fragen an Deutschland als Einwanderungsland und blickte auf Errungenschaften wie auch auf Hürden im Ringen um ein gleichberechtigtes Miteinander. Künstlerische Perspektiven trafen auf zeithistorische Objekte aus der DOMiD-Sammlung. Mit Unterstützung des Projekts De-Zentralbild wurden hierbei auch migrantische Perspektiven auf das Leben in der DDR in den Fokus genommen.[25]
- Seit 2018: Virtuelles Migrationsmuseum: Das von der Bundeszentrale für politische Bildung und dem Landschaftsverband Rheinland geförderte Projekt ist als kostenloser Download für verschiedene Endgeräte verfügbar.[26] Das Virtuelle Migrationsmuseum veranschaulicht Migrationsgeschichte in 3D. Für den virtuellen Rundgang in einer fiktiven Stadt fertigte das Fraunhofer-Institut für Graphische Datenverarbeitung 3D-Scans von über 80 Objekten aus der DOMiD-Sammlung an.
- 2021–2024: DOMiDLabs: Labore für partizipative Museumsgestaltung: Ziel des von der Kulturstiftung des Bundes geförderten Projekts war es, zu erproben, wie sich die Stadtgesellschaft in die Museumsgestaltung einbringen kann. Jedes der vier partizipativen Labore (Labs) endete mit einer Ausstellung an verschiedenen Orten in Köln. Die Ergebnisse fließen in die Entwicklung des Museums Selma ein.[27]
- 2024: WERT/SCHÄTZEN[28]
- 2024: Handle with Care – Eine Ausstellung über Erzählungen, Gefühle und Perspektiven aus der Migrationsgesellschaft[29][30]

## Preise und Auszeichnungen
DOMiD wurde 2015 mit dem Preis „Vielfalt gewinnt!“ ausgezeichnet. Dieser wird an Kölner Unternehmen und Organisationen vergeben, die die Vielfältigkeit ihrer Mitarbeitenden erkennen, fördern und nutzen.
2020 wurde das Virtuelle Migrationsmuseum mit dem „DigAMusAward“ in der Kategorie „Inklusion & Integration“ ausgezeichnet.
Meinwanderungsland wurde 2021 mit dem von der Beauftragten der Bundesregierung für Kultur und Medien geförderten Preis „Kulturgestalten“ der Kulturpolitischen Gesellschaft gewürdigt.
2024 erhielt DOMiD den Rheinlandtaler in der Kategorie Kultur des Landschaftsverbandes Rheinland.

## Museum Selma

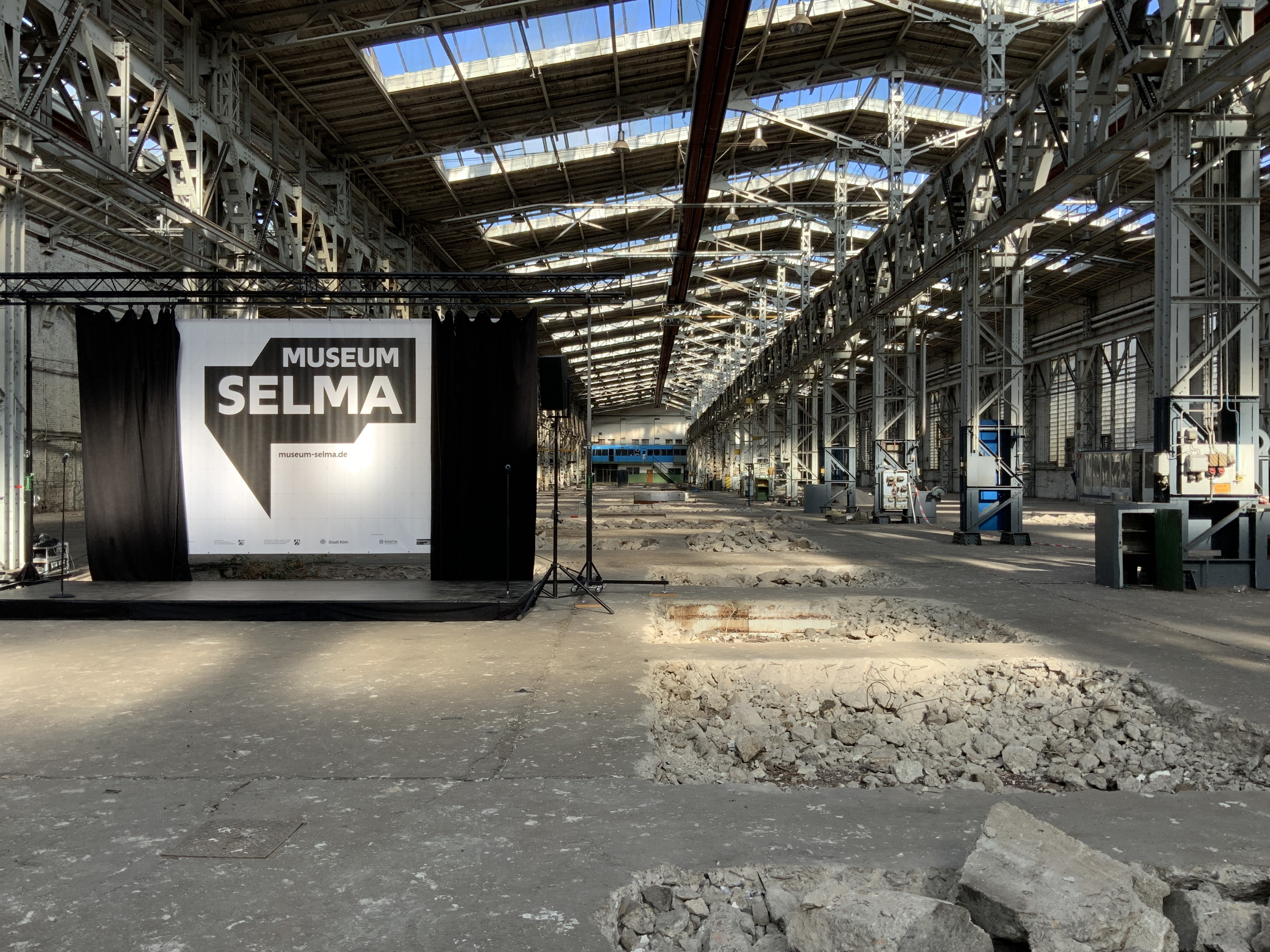
In der Industriehalle der stillgelegten KHD-Werke in Köln-Kalk entsteht das Migrationsmuseum Museum Selma, das 2029 eröffnen soll. Aufgenommen bei der Verkündung des Namens von Museum Selma am 22. Oktober 2024.

Das Museum Selma versteht sich als das erste Museum der Einwanderung und Migration in Deutschland, welches von und mit der Zivilgesellschaft entwickelt wird, und das ein Bekenntnis zur Migrationsgesellschaft ist. Das Nutzungskonzept von Museum Selma sieht Ausstellungsflächen, Workshopräume, einen Kinoraum, Veranstaltungsräume, Werkstätten, Archiv- und Bibliothekflächen vor. Die Dauerausstellung wird aus einer chronologischen Darstellung deutscher Geschichte, um die Perspektiven der Migration ergänzt, bestehen. Dazu kommen sechs Konzepträume. Mit über 150.000 Fotos, Dokumenten und Erinnerungsstücken aus der Sammlung des Trägers DOMiD will das Museum Selma die vielfältigen Geschichten des Landes und auch die Perspektiven von Schwarzen Menschen und People of Color sichtbar machen.
DOMiD errichtet das lange unter dem Arbeitstitel „Haus der Einwanderungsgesellschaft“ firmierende Museum in den kommenden Jahren mit Unterstützung des Bundes, des Landes Nordrhein-Westfalen und der Stadt Köln im Kölner Stadtteil Kalk. 2024 wurde der Name Museum Selma bekannt gegeben. Der Verein DOMiD hat für den Bau und Betrieb des Museum Selma die gemeinnützige DOMiD gGmbH ausgegründet. Bund und Land steuern jeweils rund 22 Millionen Euro bei, die Stadt Köln stellt für 99 Jahre im Erbbaurecht die denkmalgeschützte Halle 70 von Klöckner-Humboldt-Deutz in Kalk zur Verfügung. Das Museum entsteht in den Hallen Kalk, in dem ein neues gemeinwohlorientiertes Kulturquartier geschaffen wird.
Im April 2025 gab DOMiD bekannt, dass das europaweite Vergabeverfahren für Architektur und Ausstellungsgestaltung erfolgreich abgeschlossen wurde und präsentierte den Siegerentwurf der Agentur Atelier Brückner. Die Ideenskizze war nach Auffassung der Vergabekommission am stärksten auf die inhaltlichen Vorgaben des Museums – Öffnung zum Stadtteil, Nachhaltigkeit, Partizipation und Digitalität – eingegangen.
Schirmherrin des Museumsbau-Projekts ist die Bundestagspräsidentin a. D. Rita Süßmuth. Das Projekt wurde im Nationalen Aktionsplan Integration der Bundesregierung verankert, um „den kulturellen Reichtum Deutschlands zu würdigen, der auch Zugewanderten zu verdanken ist“.
Mit der Bauphase soll 2026 begonnen werden, die Inbetriebnahme ist unter Vorbehalt externer Faktoren für 2029 geplant.